# Nunziatura apostolica negli Stati Uniti d'America
La delegazione apostolica negli Stati Uniti d'America è stata istituita il 24 gennaio 1893. Durante la seconda guerra mondiale, in mancanza di rapporti ufficiali con la Santa Sede, il presidente degli Stati Uniti nominò un rappresentante presso il Vaticano.
La nunziatura apostolica negli Stati Uniti d'America è stata istituita l'11 gennaio 1984 con il breve Quandoquidem heri di papa Giovanni Paolo II. Il papa polacco si recò negli Stati Uniti sette volte, la prima nel 1979. Nell'occasione conobbe il neoeletto presidente Ronald Reagan. Dal dialogo tra i due capi di Stato emerse un'identità di vedute sulla situazione internazionale. Fu lo stesso Reagan a chiedere a Giovanni Paolo II di stabilire rapporti diplomatici ufficiali con la Santa Sede.

## Delegati apostolici
- Francesco Satolli † (14 gennaio 1893 - 29 novembre 1895 nominato officiale della curia romana)
- Sebastiano Martinelli † (18 agosto 1896 - 1902 nominato officiale della curia romana)
- Diomede Falconio † (30 settembre 1902 - 1911 nominato officiale della curia romana)
- Giovanni Vincenzo Bonzano † (2 febbraio 1912 - 11 dicembre 1922 creato cardinale)
- Pietro Fumasoni Biondi † (14 dicembre 1922 - 16 marzo 1933 creato cardinale presbitero di Santa Croce in Gerusalemme)
- Amleto Giovanni Cicognani † (23 aprile 1933 - 14 novembre 1959 nominato segretario della Congregazione per le Chiese Orientali)
- Egidio Vagnozzi † (16 dicembre 1958 - 13 gennaio 1968 nominato presidente della Prefettura degli Affari Economici della Santa Sede)
- Luigi Raimondi † (30 giugno 1967 - 5 marzo 1973 nominato prefetto della Congregazione per le Cause dei Santi)
- Jean Jadot † (23 maggio 1973 - 27 giugno 1980 nominato pro-presidente del Segretariato per i non Cristiani)
- Pio Laghi † (10 dicembre 1980 - 26 marzo 1984 nominato pro-nunzio apostolico)

## Nunzi apostolici
- Pio Laghi † (26 marzo 1984 - 6 aprile 1990 nominato pro-prefetto della Congregazione per l'Educazione Cattolica (dei Seminari e degli Istituti di Studi))
- Agostino Cacciavillan † (13 giugno 1990 - 5 novembre 1998 nominato presidente dell'Amministrazione del Patrimonio della Sede Apostolica)
- Gabriel Montalvo Higuera † (7 dicembre 1998 - 17 dicembre 2005 ritirato)
- Pietro Sambi † (17 dicembre 2005 - 27 luglio 2011 deceduto)
- Carlo Maria Viganò (19 ottobre 2011 - 12 aprile 2016 ritirato)
- Christophe Pierre, dal 12 aprile 2016